# ودیموریپو
ودیموریپو (به لاتین: Veddayamurippu) یک منطقهٔ مسکونی در سری‌لانکا است که در استان شمالی (سری‌لانکا) واقع شده‌است.